# 黃應
黃應，福建晉江人，明朝政治人物、進士出身。

## 生平
永樂元年（1403年），福建癸未乡试中舉。永樂二年（1404年），登甲申科進士，授龍遊縣知縣。